# Alois Gerig

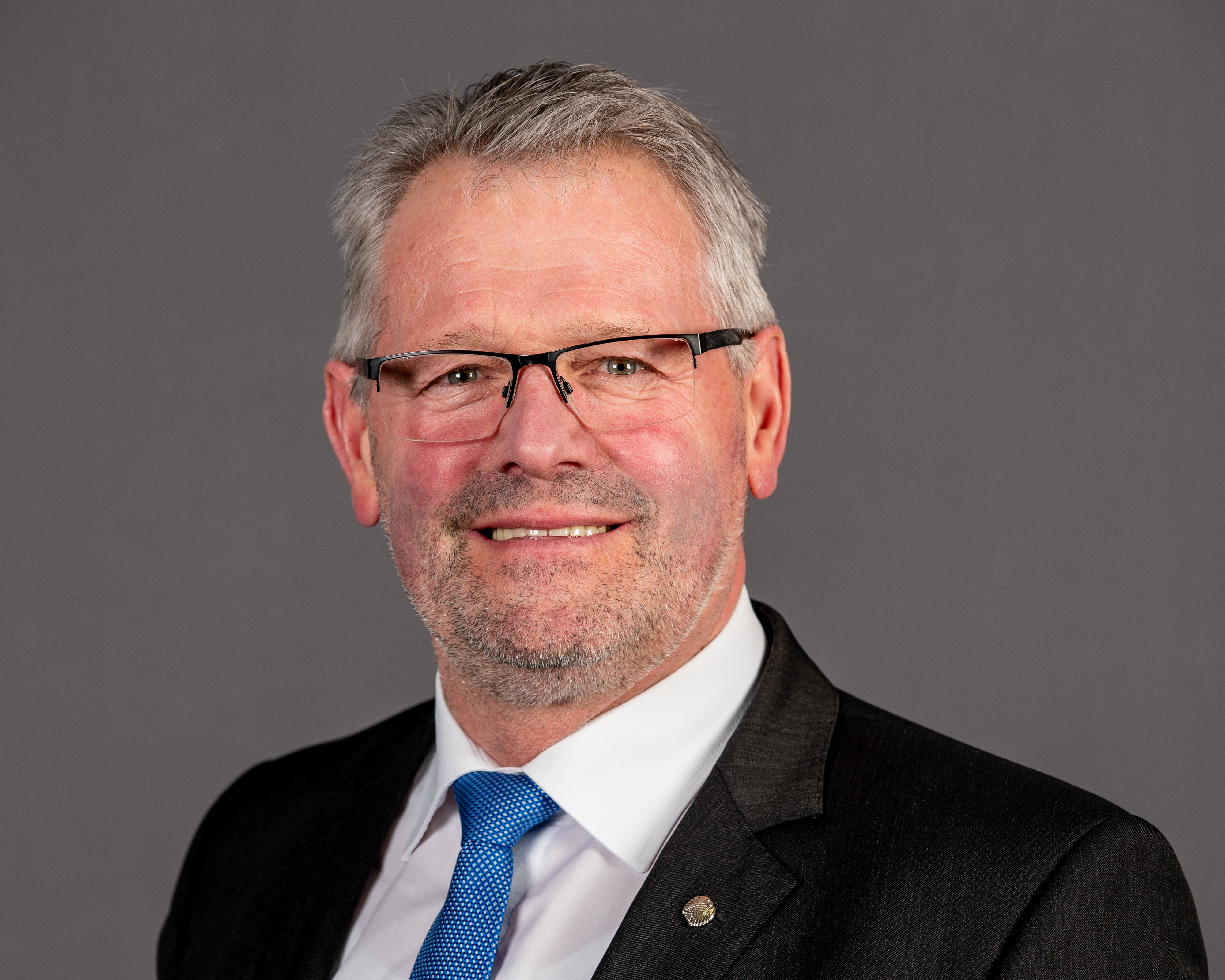
Alois Gerig (2020)

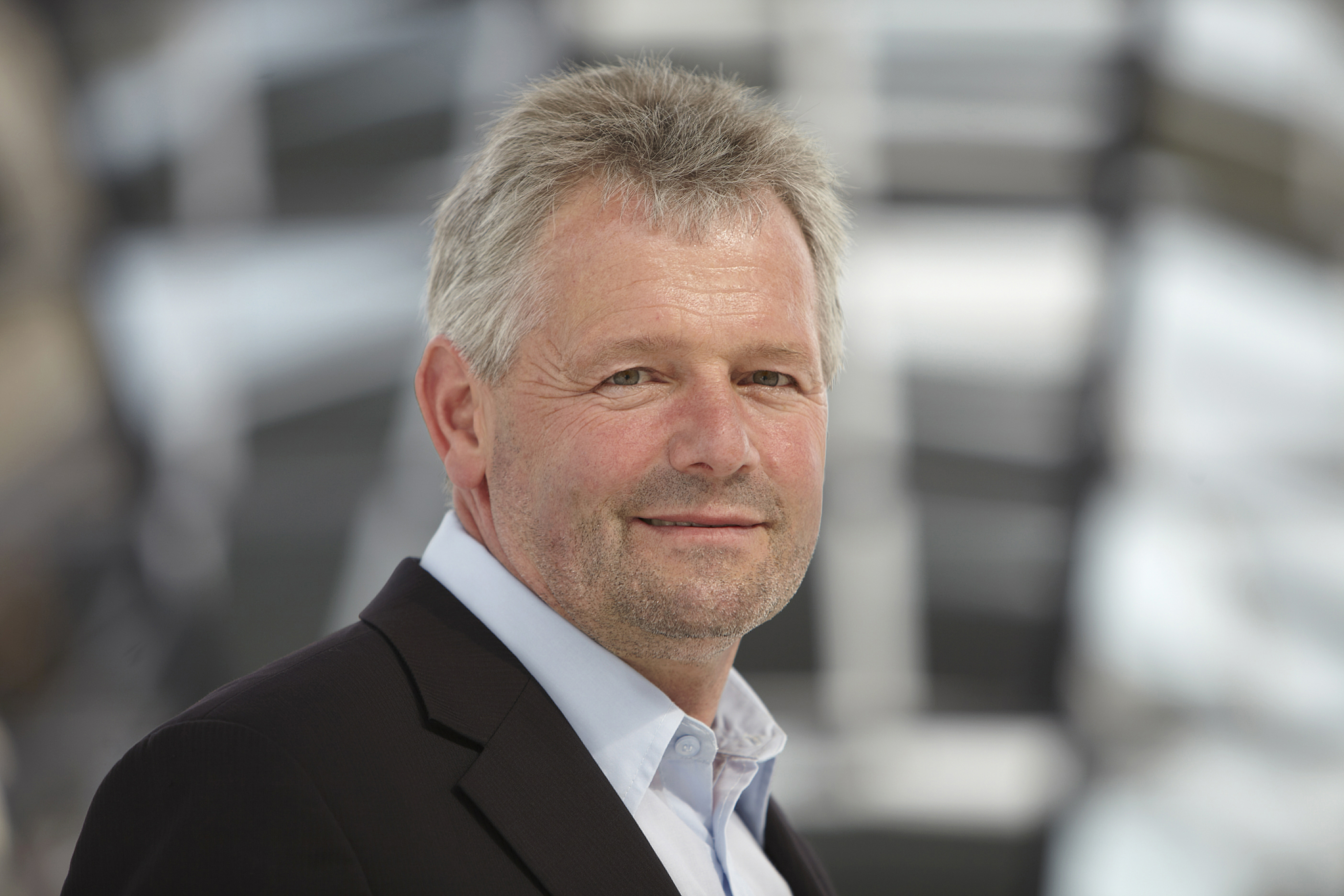
Alois Gerig (2013)

Alois Gerig (* 30. Januar 1956 in Höpfingen) ist ein deutscher Politiker (CDU) und Geschäftsführer. Von 2009 bis 2021 war er Mitglied des Deutschen Bundestages und von 2015 bis 2021 Vorsitzender des Ausschusses für Ernährung und Landwirtschaft.

## Leben
Gerig ist verheiratet, hat drei Kinder und ist römisch-katholisch.
Er schloss seine landwirtschaftliche Ausbildung 1977 mit der Meisterprüfung ab. Von 1985 bis 2009 war er Geschäftsführer im Maschinenring Odenwald-Bauland mit drei gewerblichen Tochterunternehmen. 1988 übernahm er den familieneigenen Betrieb und baute ihn zum Ferienbauernhof aus. Seit 1999 ist er Mitglied des Kreistags des Neckar-Odenwald-Kreises.

## Politische Laufbahn
Verbandstätigkeiten
Alois Gerig ist stellvertretender Vorsitzender im Kreisbauernverband und war bis zu seiner Wahl in den Deutschen Bundestag 2009 Vorstandsmitglied im Landesverband der Maschinenringe Baden-Württemberg. Seit April 2011 ist er Vorsitzender des Bundesverbandes der Obst- und Kleinbrenner. Am 16. November 2023 wurde er zum Bundesvorsitzenden des Bundesverbands der deutschen Bioethanolwirtschaft gewählt. Er folgte in diesem Amt Norbert Schindler nach.
Abgeordneter
2009 erlangte Gerig bei der Bundestagswahl das Direktmandat im Wahlkreis Odenwald – Tauber und wurde Mitglied des Deutschen Bundestages. Er erzielte dabei das beste Wahlergebnis in Baden-Württemberg.
Er ist ordentliches Mitglied im Bundestagsausschuss Ernährung und Landwirtschaft und dessen Vorsitzender. Daneben ist Gerig stellvertretendes Mitglied im Ausschuss für Wirtschaft und Energie.
In der 17. Wahlperiode war er forst- und weinbaupolitischer Sprecher der CDU/CSU-Bundestagsfraktion. Am 15. März 2011 wählte man Gerig mit 98 Prozent der Stimmen zum Stellvertretenden Vorsitzenden (Obmann) der Arbeitsgruppe Ernährung, Landwirtschaft und Verbraucherschutz der CDU/CSU-Bundestagsfraktion. Seit 2011 ist Gerig ebenfalls Vorsitzender des Landesfachausschusses Ländlicher Raum, Landwirtschaft und Verbraucherschutz der CDU Baden-Württemberg.
Am 22. September 2013 wurde Gerig mit 59,12 Prozent direkt wiedergewählt, als Obmann im Ausschuss für Ernährung und Landwirtschaft bestätigt und Berichterstatter für Wald- und Forstwirtschaft sowie für Erneuerbare Energien. Im Januar 2015 wählte die CDU/CSU-Bundestagsfraktion Gerig mit 98,3 Prozent der abgegebenen Stimmen zum neuen Vorsitzenden des Bundestagsausschusses für Ernährung und Landwirtschaft. Auf Bundesebene ist er seit 2015 Mitglied im Bundesfachausschuss Landwirtschaft und Ländlicher Raum der CDU Deutschlands.
Bei der Bundestagswahl 2021 kandidierte er nicht erneut und schied daher aus dem Bundestag aus.

## Mitgliedschaften
- Gründungsvorsitzender der Gesellschaft für Geschichte des Branntweins.[7]
- Vorsitzender des Landfachausschusses Ländlicher Raum der CDU Baden-Württemberg
- Mitglied im Bundesfachausschuss Landwirtschaft und Ländlicher Raum der CDU Deutschland
- Vorsitzender des Bundesverbandes der Deutschen Klein- und Obstbrenner e. V.
- Vorsitzender der Ländlichen Heimvolkshochschule e. V.
- Vorstandsmitglied des fachlichen Beirats der Fachagentur Nachwachsende Rohstoffe e. V.
- Mitglied bei der Europa-Union Deutschland[8]